# La Starza
La Starza est un site préhistorique italien, situé sur une colline exploitée par des minières de craie et près d'une résurgence permanente, à 410 m d'altitude, dans la Vallée du Miscano (it), près de la ville d'Ariano Irpino, en Campanie,.

## Historique
Les fouilles ont été commencées par l'École britannique de Rome entre 1957 et 1962. Elles ont été poursuivies entre 1988 et 2000 par la Surintendance archéologique italienne, sous la direction de l'archéologue française  Claude Albore Livadie.

## Chronologie
Sur le site ont été trouvés les vestiges d'un village préhistorique, occupé de façon continue pendant plusieurs millénaires, du Néolithique ancien (VIe millénaire av. J.-C.) à l'Âge du bronze récent. La Starza serait ainsi le plus ancien village de Campanie. L'abandon du site advint au début de l'Âge du fer (vers 900 av. J.-C.). 

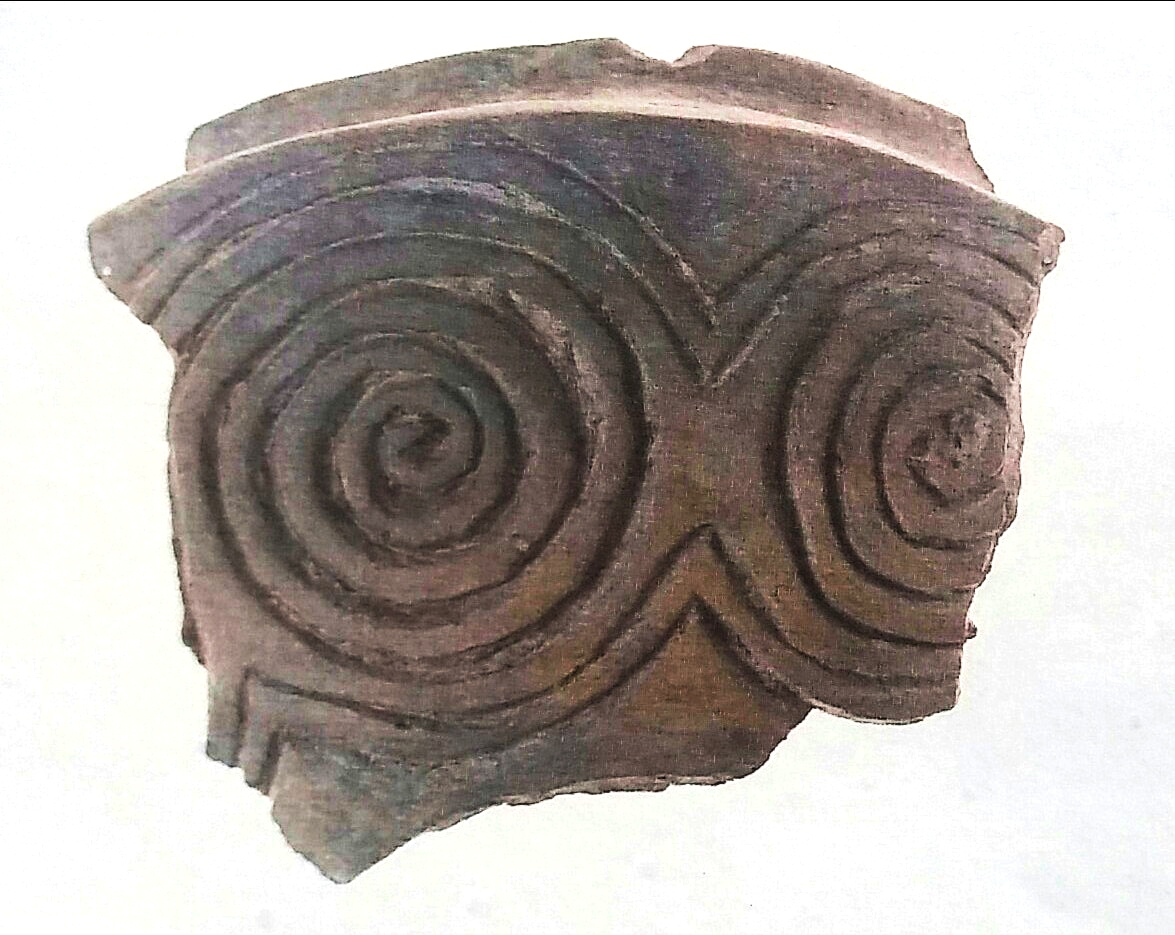
Fragment d'une tasse en céramique décorée, remontant à l'Âge du bronze

## Description
Vers 1000 av. J.-C., peu avant son abandon, le site a été renforcé par la construction d'un mur défensif.
Une aire artisanale, spécialisée dans le travail des métaux, se trouve à côté de la zone du travail des céramiques,. Malgré ces « quartiers industriels », les nombreux restes végétaux et animaux présents sur le site indiquent que l'économie était principalement de type agro-pastoral, avec des méthodes d'exploitation plutôt primitives.

## Objets archéologiques
Parmi les restes exhumés les plus importants figurent les céramiques de l'Âge du bronze moyen (XVIe au XIVe siècle av. J.-C.). Elles ne sont initialement pas ornées, mais ensuite deviennent entaillées et décorées.

## Conservation
Bon nombre d'objets retrouvés pendant les fouilles sont conservés au Musée archéologique d'Ariano Irpino (it).

## Alentours
Non loin du site de La Starza, sur le haut plateau de Camporeale, ont été trouvés d'autres restes de l'Âge du bronze faisant partie d'une nécropole et pouvant être liés au village de La Starza.